# عبد الرحمان بسطانجي
عبد الرحمان بسطانجي المعروف باسم (طه العامري) ممثل ومدير سابق للمسرح الوطني الجزائري من مواليد 20 أوت 1927 بحي القصبة الشعبي في أعالي الجزائر العاصمة
توفي يوم 03 سبتمبر  2024
حظي طه العامري باشادة العميد محي الدين بشطارزي في مذكراته، حيث وضع بشطارزي، الثلاثي مصطفى كاتب وعبد القادر علولة وطه العامري، في درجة واحدة.

## حياته
فنان ملتزم وناضل في حزب الشعب الجزائري، تعلّم الفن الدرامي على يد أب المسرح الجزائري محي الدين بشطارزي، إلى جانب رفيق دربه “حبيب رضا” والشهيد “مجيد رضا” والفنانة “كلثوم” والفنان “حسن الحسني”.
وبخصوص اسم “طه العامري”، أشار عبد الرحمن إلى أنّ ذلك جاء في جلسة فنية؛ حيث كان الفنانون المبتدئون يختارون أسماء فنية مستعارة، واختار هو هذا الاسم صدفة.
في عام 1947م بدأ بسطانجي مشواره الفني، وشهدت السنوات اللاحقة أداءه لعدة أدوار مثل :
- عطيل،
- صلاح الدين الأيوبي،
- الخالدون ،

وتعرّف على الراحل الدكتور شولي، الا أنه راح ضحية الرقابة الفرنسية الشديدة؛ فبمجرد استعمال كلمة “حرية” مثلا، يتم توقيف العرض نهائيا.

## نضاله الفني
كان العامري من مؤسسي الفرقة الفنية لجبهة التحرير الوطني، حيث تواصل مع “مصطفى كاتب” والتحق بــ “عبد الحليم رايس”، “أحمد وهبي” و”حسن الشافعي” في تونس، وجرى الاشتغال على نص “أبناء القصبة” لرايس، الذي حقق صدى كبيرا.
وأثار عرض “الخالدون” الذي شارك فيه العامري بالمغرب، حفيظة الحاكم العسكري الفرنسي بفاس، الذي هدّد الفرقة الجزائرية التي واصلت إطلاع الرأي العام الدولي حول القضية الأم ورسالة الثورة المظفّرة.

## الإستقلال
مباشرة بعد الاستقلال، التحق العامري بالمسرح الوطني الجزائري، وشارك في عدة أعمال قبل أن ينسحب ويلتحق بالمسرح الإذاعي؛ حيث أسس فرقة فنية باقتراح من الأديب الراحل “عبد الحميد بن هدوقة” وبرئاسة “حبيب رضا”. عمل بسطانجي كممثل ومخرج ومسؤول إنتاج، وواظب على تقديم 3 مسرحيات أسبوعيا (اثنتين بالدارجة وواحدة بالفصحى)، وتواصلت المسيرة حتى سنة 1972، ليعود إلى بيته الأول المسرح الوطني كمدير خلفا لمصطفى كاتب في سنوات 1972 – 1973 – 1974، ثم إلى التلفزة، ليتقاعد غداة مسار حافل.

## من أقواله[1]
| عبد الرحمان بسطانجي | لم أكن أتذكر عيد ميلادي، بل كنت أتذكر الأيام التي قبله أو بعده؛ لست أدري لماذا، لكن منذ حوادث 20 أوت 1956صرت أتذكره رغما عني؛ لأنه ارتبط بتضحيات أبناء وطني. | عبد الرحمان بسطانجي |